# Gerald R. Molen
Gerald Robert "Jerry" Molen (n. 6 de enero de 1935) es un productor cinematográfico estadounidense. Cabe señalarse que Molen suele trabajar con frecuencia con el director Steven Spielberg, habiendo producido cinco de sus películas, y obtenido un premio Óscar por la producción de La lista de Schindler. Hoy en día, se halla en un estado de semi-retiro, y pasa su tiempo entre Montana y Las Vegas, Nevada.
Molen nació en Great Falls, Montana, siendo el hijo de Edith Lorraine y Gerald Richard Molen. Pasó su infancia en North Hollywood, California, junto a sus hermanos y hermanas menores. Su madre abrió un restaurante, "The Blue Onion", que se hallaba justo enfrente de uno de los principales estudios de Hollywood. 

## Filmografía
- *batteries not included (1987) (productor asociado)
- Rain Man (1988) (coproductor)
- Days of Thunder (1990) (p. asociado)
- Hook (1991) (productor)
- La lista de Schindler (1993) (productor)
- Parque Jurásico (1993) (productor)
- Los Picapiedra (1994) (p. ejecutivo)
- The Little Rascals (1994) (productor)
- Casper (1995) (p. ejecutivo)
- The Trigger Effect (1996) (p. ejecutivo)
- Twister (1996) (p. ejecutivo)
- The Lost World: Jurassic Park (1997) (productor)
- The Other Side of Heaven (2001) (productor)
- Minority Report (2002) (productor)
- The Legend of Johnny Lingo (2003) (productor)

## Premios y distinciones
Premios Óscar
| Año  | Categoría                 | Película              | Resultado |
| ---- | ------------------------- | --------------------- | --------- |
| 1994 | Óscar a la mejor película | La lista de Schindler | Ganador   |